# Braulio Uralde
Braulio Uralde Bringas (Vitoria, 25 de marzo de 1864 – Ferrol 15 de septiembre de 1915) fue un músico militar español, director de varias bandas militares y autor de la famosa marcha de procesión «El Corpus», más conocida como «Corpus Christi», entre otras composiciones.

## Trayectoria
Hijo de Juan Uralde Arechaga y de Gregoria Bringas Prieto nació en Vitoria el 25 de marzo de 1864. Con tan solo 12 años ingresó como educando en la música del Batallón de Cazadores de La Habana, de guarnición en Salvatierra, el 28 de abril de 1876, donde obtuvo el grado de músico de tercera de menor edad el primero de julio siguiente.
En 1880, por oposición, obtuvo el grado de músico de segunda, en 1883 el de músico de primera y en 1889 el de músico mayor.
Su primer destino como director lo tuvo en la música del Batallón de Cazadores de Puerto Rico en Madrid, donde permaneció hasta el 1 de mayo de 1902, aunque en diferentes guarniciones (Carabanchel, Leganás, Melilla, Cuba y Cáceres) y con distintos nombres en (Batallón de Cazadores de Talavera n.º 19 y 4.º Batallón de Infantería de Montaña). En esa fecha regresa a Madrid a la música del Regimiento de Infantería Asturias n.º 31 en cuyo destino fue ascendido a músico mayor de segunda clase el 27 de enero de 1904.
En 1913 fue destinado a Tenerife donde también dirigió la Banda Municipal por nombramiento unánime del Ayuntamiento de la capital canaria. En esta plaza estuvo en situación de reemplazo (baja) por enfermedad desde diciembre de 1913 hasta el mismo mes de 1914. Poco después de reincorporarse al servicio activo fue destinado al Regimiento de Infantería de Zamora n.º 8 de guarnición en Ferrol, donde falleció poco después de su incorporación a causa de una hemoptisis producida por neumonía.

## Obra
- Mosaico de aires andaluces (1902).
- Asturias, capricho sinfónico de aires montañeses, dedicado al Regimiento 31 de línea (1903).
- Honor a la Francia de Loubet, marcha militar (1905).
- El Corpus, marcha solemne regular (de fecha desconocida estimada en la primera década del siglo XX).

Por diversas circunstancias esta última obra se estuvo interpretando como de autor anónimo y bajo el título Corpus Christi hasta 2008, cuando a partir de la anotación en un guion copiado en 1919 y conservado en el archivo de la Banda Municipal de Tenerife, se descubrió que era una composición de Braulio Uralde. Investigaciones posteriores llevadas a cabo por Rafael León han descubierto que en 1913 se interpretó en Güímar una obra de Braulio Uralde titulada La primavera, cuya partitura coincide con la de El Corpus y, partiendo de partichelas encontradas en archivos musicales de Güímar y de Montoro, se ha reconstruido la marcha original, que presenta algunas diferencias con la versión que se venía interpretando como anónima, sobre todo en la tonalidad y en la duración.
También se conservan algunos arreglos para banda realizados por Braulio Uralde de obras compuestas por otros autores:
- Serenata española de José María Varela Silvari (1892).
- Capricho de fliscornio sobre motivos de varios autores (1906).
- Amor salvaje, vals Boston de José López Losada (1914).